# ساندرا دروكر
ساندرا دروكر (بالنرويجية البوكمول: Sandra Drouker)‏ (7 ماي 1875 - 1 أبريل 1944) هي عازفة بيانو وملحنة روسية.
خريجة كونسرفاتوار سانت بطرسبرغ.

## مسيرته
ولدت ساندرا دروكر في سانت بطرسبرغ بروسيا، والدها يهودي ألماني وأمها من النبلاء الروس. درست الموسيقى في معهد سانت بطرسبرغ مع أنتون روبنشتاين.
تزوجت دروكر عازف البيانو النمساوي غوتفريد جالستون (Gottfried Galston) في عام 1910 وغيرت اسمها إلى دروكر - جالستون (Droucker-Galston). استقر الزوجان بمدينة ميونيخ، واستمر الزواج حتى عام 1918. في عام 1926 عادت دروكر إلى برلين، وفي سنة 1933، غادرت ألمانيا بسبب خلفيتها اليهودية واستقرت في أوسلو، وأصبحت مواطنة نرويجية في عام 1938.
توفيت في عام 1944 بأحد مستشفيات مدينة أوسلو.